# Rosmarina Bianca
Rosmarina Bianca ó Weißer Rosmarinapfel es el nombre de una variedad cultivar de manzano (Malus domestica). Manzana de la herencia originaria de Alto Adigio (Südtirol-Tirol del Sur), Bolzano, Merano, descrita en 1807 por el pomólogo alemán Adrian Diel.

## Sinónimos
- 'Weisser Rosmarinapfel',
- 'Weißer Rosmarinapfel',
- 'Weißer Italienischer Rosmarinapfel',
- 'Weisser Schlotterapfel',
- 'Mela di Rosmarino',
- 'Mela Carla de Rosmarino',
- 'Italian Rose',
- 'White Romarin'.

## Historia
'Rosmarina Bianca' es una manzana antigua de la herencia originaria de Alto Adigio (Südtirol-Tirol del Sur), Bolzano, Merano, descrita en 1807 por el pomólogo alemán Adrian Diel como 'Weißer Rosmarinapfel'.
Se considera una excelente manzana de postre y solía ser una de las variedades más comunes cultivadas en Südtirol, en 1929 era el siete por ciento de la cantidad suministrada allí.
'Rosmarina Bianca' está cultivada en diversos bancos de germoplasma de cultivos vivos tales como en National Fruit Collection (Colección Nacional de Fruta) de Reino Unido con el número de accesión: 1951-197 y nombre de accesión: "Rosmarina Bianca".

## Características
'Rosmarina Bianca' es un árbol de un vigor moderado, extenso, que fructifica en espuelas. Necesitan una buena exposición al sol y veranos largos. Presenta vecería siendo el aclareo de la fruta necesario para evitar la sobre producción en los años de abundancia de cuajado. El árbol requiere un suelo rico en nutrientes y un lugar cálido. Tiene un tiempo de floración que comienza a partir del 10 de mayo con el 10% de floración, para el 14 de mayo tiene una floración completa (80%), y para el 22 de mayo tiene un 90% caída de pétalos.
'Rosmarina Bianca' tiene una talla de fruto medio a grande dependiendo de la cantidad de raleo practicada; forma cónicas alargadas, a veces cilíndricas; con nervaduras débiles, y corona débil-media; epidermis tiende a ser dura suave con color de fondo es amarillo, con un sobre color lavado rojizo posiblemente con rayas rojizas tenues en la cara expuesta al sol, importancia del sobre medio-débil, y patrón del sobre color rayado / moteado, ruginoso-"russeting" (pardeamiento áspero superficial que presentan algunas variedades) bajo; cáliz es grande y cerrado o semiabierto, con pétalos largos y puntiagudos colocados en una cuenca fruncida estrecha y poco profunda; pedúnculo es muy largo y delgado, colocado en una cavidad moderadamente profunda y estrecha que tiene ruginoso-"russeting"; carne de color crema, tienen una pulpa de grano fino y tierna, de sabor dulce y tiene un distintivo aroma a romero.
Su tiempo de recogida de cosecha a principios de octubre, desde principios de noviembre es apta para un consumo que se prolonga hasta marzo. Se mantiene bien hasta tres meses en cámara frigorífica. Necesita veranos largos para madurar.

## Usos
- Apta para el consumo en fresco,
- También se utiliza para cocinar, mantiene su forma en las manipulaciones,
- Tiene buenos rendimientos en la transformación en sidra.[4]

## Ploidismo
Diploide. Auto estéril, para los cultivos es necesario un polinizador compatible. Grupo E Día 16.